# Laktjärnen (Sundborns socken, Dalarna)
Laktjärnen är en sjö i Falu kommun i Dalarna och ingår i Dalälvens huvudavrinningsområde. Sjön har en area på 0,12 kvadratkilometer och ligger 147,8 meter över havet.

## Delavrinningsområde
Laktjärnen ingår i det delavrinningsområde (672880-149442) som SMHI kallar för Mynnar i Toftan. Medelhöjden är 202 meter över havet och ytan är 12,89 kvadratkilometer. Det finns inga avrinningsområden uppströms utan avrinningsområdet är högsta punkten. Rostbergsbäcken som avvattnar avrinningsområdet har biflödesordning 3, vilket innebär att vattnet flödar genom totalt 3 vattendrag innan det når havet efter 230 kilometer. Avrinningsområdet består mestadels av skog (77 procent). Avrinningsområdet har 0,13 kvadratkilometer vattenytor vilket ger det en sjöprocent på 1 procent.